# Чилиндин, Владимир Михайлович
Владимир Михайлович Чилиндин (25 февраля 1946 — 29 июня 2021) — советский и российский военачальник. Участник операции «Дунай», первой чеченской войны. Заместитель командующего войсками Северо-Кавказского военного округа. Начальник штаба — первый заместитель командующего войсками Приволжский военный округ, генерал-лейтенант.

## Биография
Родился в Москве 25 февраля 1946 года.
Окончил Свердловское суворовское военное училище .
В 1967 г. окончил Московское высшее общевойсковое командное училище.
После окончания военного училища проходил службу в Группе Советских войск в Германии, где занимал должности командира мотострелкового взвода, а затем командира мотострелковой роты в составе 1-й гвардейской танковой армии.
- 1972—1976 — учёба на основном факультете Военной академии имени М. В. Фрунзе, диплом по специальности командно-штабной оперативно-тактической общевойсковой

Последовательно прошел должности заместителя командира полка, командира полка, заместителя командира дивизии и командира дивизии.
- 1986—1988 — учёба в Военной академии Генерального штаба Вооружённых сил СССР им. К. Е. Ворошилова с дипломом по специальности командно-штабная оперативно-стратегическая

По ее окончанию в 1988 году он занял должность командующего армией Прибалтийского военного округа. В период распада Советского Союза он командовал 28-й армией Белорусского военного округа, позже ставшей 28-м армейским корпусом в составе Вооруженных сил Республики Беларусь.
В 1993–1996 гг. генерал-лейтенант Чилиндин занимал должность первого заместителя командующего войсками Северо-Кавказского военного округа.
Служил генерал-инспектором Главной военной инспекции МО РФ, руководил Главным управлением боевой подготовки, командовал Миротворческими силами на территории республики Таджикистан.
Март 2000 — август 2001 - начальник штаба – первый заместитель командующего войсками Приволжского военного округа
Военную службу закончил в 2001 году в звании генерал-лейтенанта.
Умер 29 июня 2021 года. Похоронен с воинскими почестями 1 июня 2021 года на Федеральном военном мемориальном кладбище в Мытищах.

## Семья
- Был женат.

## Награды
- Орден Красной Звезды
- Орден «За службу Родине в Вооружённых Силах СССР» 3-й степени
- Орден «За военные заслуги» (Россия)
- Медаль «За воинскую доблесть» (Минобороны)
- Медаль «В ознаменование 100-летия со дня рождения Владимира Ильича Ленина» (6 апреля 1970[1])
- Медаль «За укрепление боевого содружества»
- Юбилейная медаль «Двадцать лет Победы в Великой Отечественной войне 1941—1945 гг.»
- Юбилейная медаль «300 лет Российскому флоту»
- Медаль «Ветеран Вооружённых Сил СССР»
- Юбилейная медаль «50 лет Вооружённых Сил СССР»
- Юбилейная медаль «60 лет Вооружённых Сил СССР»[2]
- Юбилейная медаль «70 лет Вооружённых Сил СССР»[3]
- Медаль «За безупречную службу» I степени
- Медаль «За безупречную службу» II степени
- Медаль «За безупречную службу» III степени
- Медаль «За ратную доблесть»